# Paint the Town Red (canción de Delirious?)
«Paint the Town Red» es el primer y único sencillo del sexto álbum de Delirious? The Mission Bell. Fue lanzado el 10 de octubre de 2005 en el iTunes Store del Reino Unido y dos semanas después en las tiendas HMV. Este entró en el puesto #50 en su primera semana pero bajó seis casillas para quedar en la #56, siendo el primer sencillo de la banda desde White Ribbon Day de 1997 en colocarse fuera del Top 40 del UK Singles Chart.

## Lista de canciones
1. «Paint the Town Red» (Álbum versión)
2. «Paint the Town Red» (Audiostar remix)
3. «Rain Down» (Audiostar remix)

## Posicionamiento
| Listas (2005)    | Posición |
| ---------------- | -------- |
| UK Singles Chart | 56       |
| Cross Rhythms    | 19       |